# Aiboland
Aiboland (ook bekend als Zweeds Estland) is de naam voor de historisch Zweeds-sprekende gebieden en steden in het noorden en westen van Estland.
Historisch Aiboland omvat Noarootsi, Vormsi, Ruhnu, Osmussaar, Hiiumaa, Saaremaa, Muhu, Naissaar, Pakri, en het gebied rond Haapsalu op het Estse vasteland.
Tijdens de Tweede Wereldoorlog, in de zomer van 1944, vluchtten bijna alle Estse Zweden die in Aiboland woonden naar Zweden voordat het Rode Leger de Baltische staten binnenviel.